# Armando Reyes (argentyński piłkarz)
Armando T. Reyes (ur. 1894, zm. 7 września 1954) – argentyński piłkarz, grający podczas kariery na pozycji obrońcy.

## Kariera klubowa
Armando Reyes podczas piłkarskiej kariery w latach 1913–1926 występował w Racing Club de Avellaneda. Z Racingiem dziewięciokrotnie zdobył mistrzostwo Argentyny w 1913, 1914, 1915, 1916, 1917, 1918, 1919, 1921 i 1925.

## Kariera reprezentacyjna
W reprezentacji Argentyny Reyes występował w latach 1916–1919. W reprezentacji zadebiutował 6 lipca 1916 w wygranym 6-1 meczu z Chile, podczas pierwszych oficjalnych Mistrzostwach Ameryki Południowej. Na turnieju w Argentynie wystąpił jeszcze tylko w meczu z Urugwajem. W 1917 po raz drugi wystąpił w Mistrzostwach Ameryki Południowej.
Na turnieju w Montevideo wystąpił we wszystkich trzech meczach z Brazylią, Chile i Urugwajem. W 1919 po raz trzeci wystąpił w Mistrzostwach Ameryki Południowej. Na turnieju w Rio de Janeiro wystąpił we wszystkich trzech meczach z Urugwajem, Brazylią i Chile.Ostatni raz w reprezentacji Reyes wystąpił 1 czerwca 1919 w zremisowanym 3-3 meczu z Brazylią, którego stawką było Copa Roberto Chery. Ogółem w barwach albicelestes wystąpił w 22 meczach.
| Mecze i gole w reprezentacji | Mecze i gole w reprezentacji | Mecze i gole w reprezentacji | Mecze i gole w reprezentacji | Mecze i gole w reprezentacji | Mecze i gole w reprezentacji | Mecze i gole w reprezentacji |
| #                            | Data                         | Miasto                       | Przeciwnik                   | Gol                          | Wynik                        | Rozgrywki                    |
| ---------------------------- | ---------------------------- | ---------------------------- | ---------------------------- | ---------------------------- | ---------------------------- | ---------------------------- |
| 1.                           | 06.07.1916                   | Buenos Aires                 | Chile                        |                              | 6:1                          | Copa América                 |
| 2.                           | 12.07.1916                   | Buenos Aires                 | Chile                        |                              | 1:0                          | towarzyski                   |
| 3.                           | 17.07.1916                   | Avellaneda                   | Urugwaj                      |                              | 0:0                          | Copa América                 |
| 4.                           | 15.08.1916                   | Avellaneda                   | Urugwaj                      |                              | 3:1                          | Copa Newton                  |
| 5.                           | 01.10.1916                   | Montevideo                   | Urugwaj                      |                              | 1:0                          | Gran Premio                  |
| 6.                           | 29.10.1916                   | Montevideo                   | Urugwaj                      |                              | 1:3                          | towarzyski                   |
| 7.                           | 18.07.1917                   | Montevideo                   | Urugwaj                      |                              | 0:0                          | Gran Premio                  |
| 8.                           | 15.08.1917                   | Avellaneda                   | Urugwaj                      |                              | 1:0                          | Copa Lipton                  |
| 9.                           | 02.09.1917                   | Montevideo                   | Urugwaj                      |                              | 0:1                          | Copa Newton                  |
| 10.                          | 03.10.1917                   | Montevideo                   | Brazylia                     |                              | 4:2                          | Copa América                 |
| 11.                          | 06.10.1917                   | Montevideo                   | Chile                        |                              | 1:0                          | Copa América                 |
| 12.                          | 14.10.1917                   | Montevideo                   | Urugwaj                      |                              | 0:1                          | Copa América                 |
| 13.                          | 21.10.1917                   | Avellaneda                   | Chile                        |                              | 1:1                          | towarzyski                   |
| 14.                          | 18.07.1918                   | Montevideo                   | Urugwaj                      |                              | 1:1                          | Gran Premio                  |
| 15.                          | 15.08.1918                   | Buenos Aires                 | Urugwaj                      |                              | 0:0                          | Gran Premio                  |
| 16.                          | 25.08.1918                   | Buenos Aires                 | Urugwaj                      |                              | 2:1                          | Gran Premio                  |
| 17.                          | 20.09.1918                   | Montevideo                   | Urugwaj                      |                              | 1:1                          | Copa Lipton                  |
| 18.                          | 29.09.1918                   | Buenos Aires                 | Urugwaj                      |                              | 2:0                          | Copa Newton                  |
| 19.                          | 13.05.1919                   | Rio de Janeiro               | Urugwaj                      |                              | 2:3                          | Copa América                 |
| 20.                          | 18.05.1919                   | Rio de Janeiro               | Brazylia                     |                              | 1:3                          | Copa América                 |
| 21.                          | 22.05.1919                   | Rio de Janeiro               | Chile                        |                              | 4:1                          | Copa América                 |
| 22.                          | 01.06.1919                   | Rio de Janeiro               | Brazylia                     |                              | 3:3                          | Copa Cherry                  |